# Salomon Bouman
S.M. (Salomon) Bouman (Amersfoort, 8 maart 1937) is een gepensioneerde Nederlandse journalist.

## Biografie
Bouman zat vanwege zijn Joodse afkomst tijdens de Tweede Wereldoorlog in 't Zand, op de boerderij van de rooms-katholieke familie Portegijs in Noord-Holland ondergedoken. Hij overleefde de oorlog, net zoals zijn ouders (ondergedoken in de Anna Paulownapolder), maar de meeste van zijn familieleden niet. Het gebeuren van de Holocaust riep bij hem allerlei vragen op. De oprichting in 1948 van de Israëlische staat ervoer hij als het verkrijgen van de vrijheid voor het Joodse volk en als een waarborg dat het nooit meer zoiets zou hoeven meemaken als de Holocaust. Beide gebeurtenissen waren voor hem redenen om zich te oriënteren op Israël en te opteren voor een studie in de internationale journalistiek.
Na het Amersfoorts Lyceum en zijn militaire diensttijd ging hij daarom internationale betrekkingen aan het Sciences Po in Parijs studeren, gevolgd door een verdieping aan de Amerikaanse Johns Hopkins-universiteit en een dependance van deze universiteit (het SAIS) in het Italiaanse Bologna.
In 1962 bezocht Bouman voor het eerst Israël, als student. Na enige tijd als leerling- en parlementair verslaggever bij Het Parool te hebben gewerkt, werd hij eind 1965 in Israël gestationeerd met als standplaats Tel Aviv. Daar deed hij voor NRC Handelsblad en De Standaard tot medio 2003 verslag. Ook werkte hij enige tijd voor AVRO's Radiojournaal en BRT's Actueel alsmede voor een aantal regionale kranten, zoals de Gelderlander. Een zwaar auto-ongeluk in 1978 bij zijn huis in Ramat Hasjaron dwong hem zich te beperken tot berichtgeving voor alleen NRC en De Standaard.
Tijdens zijn langdurige correspondentschap zag hij de Israëlische maatschappij een gedaanteverwisseling doormaken, van een sobere op socialistische leest gestoelde samenleving naar een meer individualistische en kapitalistische waar bovendien een rechtsnationalistische wind (vooral uit de religieuze hoek) is komen te waaien. Verder kreeg hij begrip voor de Palestijnse kant in het conflict tussen Israël en eerstgenoemde. Bouman is van mening dat een democratisch Joods Israël alleen toekomst heeft als er ook een Palestijnse staat kan worden gevestigd met inachtneming van de grenzen van voor de Zesdaagse Oorlog uit 1967. Ook acht hij het van belang dat de Israëlische staat zich niet meer laat gezeggen door de joodse orthodoxie oftewel dat er een scheiding komt tussen staat en synagoge alsmede een grondwet wordt opgesteld.
Salomon Bouman werkt mee aan de tweewekelijkse opiniekrant Argus.
Ook schrijft Bouman (sinds 2021) af en toe voor De Vrijdagavond (een online weekblad vernoemd naar De  Vrijdagavond).

## Persoonlijk
Tussen 1965 en 2003 werkte Bouman als journalist in Israël. Samen met Willy Werkman (1940) kreeg hij een zoon en dochter. In 2003 trouwde hij met Rosemarie Frijda (1942), uit de Portugees-Joodse familie Querido en wonen in het huis waar zij opgroeide als wees.

## Werken
- Israël contra Zion, 1998, 320 p., Uitgeverij Jan Mets - Amsterdam, ISBN 90-5330-233-6
- Israël achter de schermen: zionisme op een dwaalspoor, met Edwin van der Meijde, 3e druk 2008, 255 p., Uitgeverij Prometheus - Amsterdam, ISBN 978-90-446-0474-0
- Ontmoeting en misverstand, 2016, roman, ISBN 90-6446-093-0
- Israël tussen hoop en vrees, 2017, 244 p., ISBN 978-94-629-8209-3